# Unión General de Trabajadores del Ecuador
La Unión General de Trabajadores del Ecuador (UGTE) es un sindicato nacional ecuatoriano surgido después de una división en Confederación de Trabajadores del Ecuador (CTE). Tuvo su Congreso Constitutivo los 20 y 21 de noviembre de 1982, en Quito.
Integrada por federaciones filiales en Guayas, Pichincha, Loja, Azuay, Tungurahua, Cañar, la Federación de Trabajadores de la Madera (FETRAMO), la Federación de Trabajadores de la Provincia de Bolívar, la Federación de Santo Domingo de los Tsáchilas, de Los Ríos, de Trabajadores Municipales de El Oro, de Manabí, de Esmeraldas, la Federación Regional de Trabajadores Petroleros Tercerizados (FETRAPET) y cuenta con organizaciones de base en las provincias en donde no existen federaciones provinciales.
El líder fundador fue Patricio Aldaz. El reconocimiento legal del sindicato sucedió el 29 de septiembre de 1994, al ser inscrita en el registro de organizaciones laborales. Opositores del gobierno de Rafael Correa apoyaron la recolección de firmas por la defensa del Yasuní, tras el cierre de la iniciativa Yasuní ITT.

## Principios
Los principios de la UGTE se centran en la democracia sindical y el sindicalismo revolucionario exponiendo que defienden:
- El principio de la lucha de clases
- La utilización de todas las formas de lucha, legales e ilegales
- La necesidad de la unidad de los trabajadores de todos los sectores
- La conquista del poder por parte de la clase obrera y la construcción del socialismo